# 酒匂號輕巡洋艦
酒匂号轻巡洋舰（さかは/さかわ）是旧日本海軍在太平洋战争期间建造的轻巡洋舰，为阿賀野級輕巡洋艦（旧日本海军省正式名称“阿賀野型軽巡洋艦”）的4号舰。酒匂号建成之时已经是太平洋战争末期，并没有得到参加战斗的机会，最后停留在七尾湾没有受到什么损伤就迎来了战争的结束。战后酒匂作为复员船使用，最终在1946年7月2日作为十字路口行动的靶舰之一沉没。
本舰其舰名来源于流经靜岡縣和神奈川縣的酒匂川。

## 舰历

### 建成至战争结束
1942年（昭和17年）11月21日，酒匂（音同「匈」）在佐世保海军工厂以“第135号舰”的名义正式开工建造。1944年4月1日，还在建造中的第135号舰被正式起名“酒匂”；并在同一天加入军舰籍。同年4月9日，酒匂下水，当天入籍橫須賀鎮守府。9月25日，大原利道海军大佐被任命为酒匂的舾装长。11月10日，舾装事务所被撤除，大原成为酒匂的首任、也是最后一任舰长。11月30日，酒匂竣工服役，附属于联合舰队下，并从佐世保出发前往吴港。12月11日，酒匂成为第11水雷战队（时任战队司令高间完海军少将）的旗舰。
第11水雷战队是主要为了对新建成以及大修后的舰艇进行训练而编成的部队，在酒匂被编入之前，战队的主力舰艇为松级、秋月级等驱逐舰。1945年1月8日，被改装成为回天式人操鱼雷母舰的北上也被编入到第11水雷战队第一训练队内。此外吹雪级驱逐舰22号舰响在转入第7驱逐队前也曾在第11水雷战队短期训练过。
正因如此，酒匂在建成后即随第11水雷战队在日本进行训练，并没有得到参加战斗的机会。
1945年3月，酒匂原本预定要与姊妹舰、第2水雷战队旗舰矢矧一同参加天一号作战（即战列舰大和要去进行的坊之岬海戰），因此前往吴港，不过就在出发的前夕酒匂被中止出击，而是改为去往瀨戶內海的八岛。 5月10日，酒匂率领着驱逐舰部队（秋月级夏月、宵月，松级梨、椎、萩、榎、菫）从八岛出发开赴训练地，其中除了3艘驱逐舰（梨、椎、榎）返航外其余都到达了吴港。
直到5月20日，酒匂都一直在吴港待机。5月21日，酒匂率领着一批松级驱逐舰从吴港出发，前往舞鹤。26日，在航行途中通过北九州水道时，酒匂因为触底而导致右舷外轴螺旋桨轻微受损，尖部产生了弯曲。5月27日，酒匂等4舰抵达舞鹤。6月1日，酒匂往小浜湾移动并在此处待机。因为缺乏燃料，舰上的锅炉都熄火停机，只能从陆地上引来电力使用。
同年7月1日，高间将第11水雷战队司令一职转交给松本毅海军少将。7月10日，松本正式上任，并于同日视察了酒匂的情况。7月15日，战队解散，酒匂被转为特殊警备舰。7月19日，酒匂返回舞鹤，停泊在若狹灣。7月25日，美军航母约克城号的飞机袭击了酒匂，但没有命中。此间酒匂还受到过B-29超級堡壘轟炸機的空袭，舰艉受到若干损伤。此时的酒匂也不再出港训练，因此就停靠在码头边上，舰上覆盖上稻草绳和植物；为了防止稻草着火，酒匂上禁止进行对空射击。
此后酒匂一直停留在七尾湾，也没受什么损伤，就此迎来战争的终结。1945年10月5日，酒匂被从日本海军中除籍。

### 战后复员运输
1945年（昭和20年）12月1日，酒匂被指定为特别输送舰，往返于釜山、南太平洋各岛屿、新几内亚、台湾等地，从事复员运输活动。此时的酒匂只有大约300名乘员，甲板上的诸多武器都被拆除，改装成居住区和厕所。武装方面，主炮只把炮管去除，炮塔依然保留；其他高射炮、鱼雷管、机枪、各种射击指挥装置、弹射器、13号电探以及22号电探等都被撤除。
为了维持舰上秩序，舰上也有澳大利亚方面派来的海军少尉登舰。其曾要求酒匂舰长大原向其敬礼，大原回应到，“我这边是（海军）大佐”。
此外酒匂也曾负责从北海道的函館港往釜山港运送大约1000名朝鲜出身的劳动者。根据当时的乘员日记，这些朝鲜出身者曾经要求开放舰上的士官居住区，并因此与舰上乘员发生冲突；不过在酒匂出到外海、经历猛烈的暴风雨袭击时，船上的朝鲜出身者都苦于晕船，交涉也就不了了之了。当船到釜山港码头时，船上聚集了大批的朝鲜民众，仿如英雄般迎接这些回归的朝鲜在日劳动者，不停地高呼“万岁”。对这一场景看在眼里的岩松（时为酒匂上的水手）对此心情复杂，百感交集。

### 比基尼环礁
1946年2月11日，酒匂舰长、第二复员官大原被改任为雲龍級航空母艦3号舰葛城的舰长。2月25日，日本方面解除了酒匂的特别输送舰的指定。其后酒匂与战列舰长门一起，作为十字路口行动的靶舰让渡给美国。日本的海军军人在东京湾对美军接收的军人进行操作训练，但因为沟通不足，而且美日双方舰艇汽轮机的操作顺序不一样，从而发生了事故，在主蒸汽管没有闭锁的情况下就切换了巡航汽轮机的离合器，导致巡航汽轮机在空载情况下超速运转。听到了巨大的轰鸣的美日水兵纷纷逃离轮机舱。事故导致一台汽轮机损坏，这艘船也只能用3轴运转。操作指导训练持续了20天，之后就由美军水兵驾驶。
同年3月18日，酒匂伴随着长门，离开橫須賀市开往埃內韋塔克環礁。船上除了美军军人外，还有11名原舰上的日方军官同行进行协助。十天后，在距离埃内韦塔克环礁还有约300海里时，长门的一台锅炉损坏，并大量进水，严重向右倾斜。美军尝试使用酒匂对长门进行拖曳，但很快就耗尽了燃料。美方派出了油船尼卡杰克号准备对两舰进行加油，但这艘油船因为恶劣天气的缘故触礁搁浅，无法前来。最终酒匂、长门两舰都只能被一路拖曳着前行，4月1日抵达埃内韦塔克环礁。
在埃内韦塔克环礁期间，有5名舰上的美军水兵对舰上恶劣的工作环境感到不满。这艘舰船原本额定载员700多人，此时虽然已经拆除了一些装备，但依然需要325人操作，然而美国海军只派了165人登船。这5名水兵对舰船进行了破坏，将供油管道中超速航行阀门上的压力管线拆掉，往油泵和水泵里掺沙子，又破坏各种仪表、速度计，还弄断了高压蒸汽管道。他们本来想用这种方式离开这艘百病缠身的舰艇，逃避舰上的工作；他们也的确如愿以偿了，只不过接下来要去面对军法审判而已。至于酒匂，美国人进行了一番紧急修理，5月并驾驶着这艘船抵达了比基尼环礁。
在7月1日的十字路口行动中，酒匂和长门都被安排参与第一次核爆试验。酒匂被停泊在内华达号左舷500-600米处，船上放着装有各种动物的笼子以观察核爆的影响。本来第一次试验是要在内华达号上空爆炸的，但投放时发生了意外，核弹爆炸的位置偏离了原定地点，而是在酒匂上方大约450米、位置在舰艉稍稍偏右舷处。强烈的爆风使其舰桥建筑从舰艉向前倒伏。爆炸导致酒匂燃起了猛烈的大火，烧了将近24小时，舰艉也严重破裂。美军在测试后尝试使用拖船阿乔马威号将酒匂拖到浅滩上以防沉没，但几乎在拖曳作业开始的同时酒匂就向左倾斜，从舰艉开始下沉。阿乔马威号也被拖拽着逐渐下沉，拖船上的水手只能割断联结两船的缆绳。7月2日，酒匂终于沉没在60米深的海底处。
第二次核爆试验是水下测试，离酒匂只有大约150米远。

## 历代舰长
根据《艦長たちの軍艦史》175-176页整理。

### 舾装长
1. 大原利通 海军大佐：1944年9月25日[17] - 1944年11月10日[18]

### 艦長
1. 大原利通 海军大佐：1944年11月10日[18] - 1946年2月11日[49]

## 同级舰
- 阿賀野號輕巡洋艦
- 能代号轻巡洋舰
- 矢矧號輕巡洋艦